# Ханивел (Канзас)
Ханивел (енгл. Hunnewell) град је у америчкој савезној држави Канзас.

## Демографија
По попису из 2010. године број становника је 67, што је 16 (-19,3%) становника мање него 2000. године.
| Група             | 2000.      | 2010.      |
| Белци             | 81 (97,6%) | 62 (92,5%) |
| Афроамериканци    | 0 (0,0%)   | 0 (0,0%)   |
| Азијати           | 0 (0,0%)   | 0 (0,0%)   |
| Хиспаноамериканци | 0 (0,0%)   | 0 (0,0%)   |
| Укупно            | 83         | 67         |